# ألفونسو أوسوريو
ألفونسو أوسوريو (بالإسبانية: Alfonso Osorio)‏‏ (13 ديسمبر 1923 - 27 أغسطس 2018) هو محامي وسياسي إسباني، عمل وزيرًا رئاسي في الفترة ما بين 1975 حتى 1977، ونائبٍ ثانٍ لرئيس الوزارء بين 1975 حتى 1977.

## روابط خارجية
- ألفونسو أوسوريو على موقع مونزينجر (الألمانية)